# Puya silvae-baccae
Puya silvae-baccae är en gräsväxtart som beskrevs av Lyman Bradford Smith och Robert William Read. Puya silvae-baccae ingår i släktet Puya och familjen Bromeliaceae. Inga underarter finns listade i Catalogue of Life.